# Publio Furio Filo
Publio Furio Filo (en latín, Publius Furius Philus) fue un político y militar romano, cónsul en el año 223 a. C. con Cayo Flaminio; acompañó a su colega en su campaña contra los galos en el norte de Italia. 

## Biografía
Philus era nombre de una familia patricia de la gens Furia. Fue elegido pretor en el tercer año de la segunda guerra púnica, 216 a. C., cuando obtuvo el jurisdictio inter cives Romanos et peregrinos, y después de la fatal batalla de Cannas en este año, él y su colega Marco Pomponio Matón convocaron al Senado a tomar medidas para la defensa de la ciudad. 
Poco después recibió la flota de Marco Claudio Marcelo, con la que procedió a África, pero al haber sido gravemente herido en un enfrentamiento frente a la costa, regresó a Lilibeo.
En 214 a. C. fue censor con M. Atilio Régulo, pero murió a principios del año siguiente, antes de que se realizase la purificación solemne (lustro), y Régulo en consecuencia, renunció como era habitual en estos casos, a su magistratura. 
Estos censores trataron con severidad a todas las personas que habían fracasado en su deber de ayudar a su país durante las grandes calamidades que había experimentado últimamente Roma. Redujeron a la condición de aerarii a todos los jóvenes nobles, que habían formado parte del proyecto de abandonar Italia después de la batalla de Cannas. Este fue el caso de Lucio Cecilio Metelo, que era cuestor en el año de su consulado, 214 a. C.. 
Sin embargo, Metelo fue elegido tribuno de la plebe al año siguiente, a pesar de esta degradación, y trató de llevar al censor Régulo a juicio ante el pueblo, inmediatamente después de asumir Metelo su magistratura, pero esta persecución fue impedida por el resto de los tribunos. 
Publio Furio Filo era también uno de los augures en el momento de su muerte.